# Conus fergusoni
Espèce
Statut de conservation UICN

 LC  : Préoccupation mineure
Conus fergusoni est une espèce de mollusques gastéropodes marins de la famille des Conidae.
Comme toutes les espèces du genre Conus, ces escargots sont prédateurs et venimeux. Ils sont capables de « piquer » les humains et doivent donc être manipulés avec précaution, voire pas du tout.

## Description
La taille d'une coquille adulte varie entre 60 mm et 150 mm. La coquille lourde possède une spire légèrement cannelée. La coquille blanche est légèrement striée transversalement et est recouverte d'un Epiderme (zoologie)|épiderme brun.

## Distribution
Cette espèce est présente dans l'océan Pacifique au large des îles îles Galápagos et du Golfe de Californie au Pérou.

### Niveau de risque d’extinction de l’espèce
Selon l'analyse de l'UICN réalisée en 2011 pour la définition du niveau de risque d'extinction, cette espèce est présente au large de la côte de la Basse Californie, au Mexique, dans le golfe de Californie, au sud jusqu'au nord du Pérou, y compris les îles Galápagos (Paredes et al. 2010, Tenorioet al. 2012). Cette espèce a une large aire de répartition avec une large zone de profondeur et n'a actuellement aucune menace connue pour sa population. Cette espèce est classée dans la catégorie "préoccupation mineure".

## Taxonomie

### Publication originale
L'espèce Conus fergusoni a été décrite pour la première fois en 1873 par le naturaliste, illustrateur et conchyliologiste britannique George Brettingham Sowerby II (1812-1884) dans la publication intitulée « Proceedings of the Zoological Society of London »,.

### Synonymes
- Conus (Pyruconus) fergusoni G. B. Sowerby II, 1873 · appellation alternative
- Conus consanguineus E. A. Smith, 1880 · non accepté
- Conus fulvocinctus Crosse, 1872 · non accepté
- Pyruconus fergusoni (G. B. Sowerby II, 1873) · non accepté

## Identifiants taxonomiques
Chaque taxon catalogué par les bases de données biologiques et taxonomiques possède un identifiant qui permet d'établir un point de référence. Les identifiants de Conus fergusoni dans les principales bases sont les suivants :
CoL : XXDS - GBIF : 5193226 - iNaturalist : 292529 - IRMNG : 10996824 - SeaLifeBase : 75346 - TAXREF : 6337 - UICN : 192566 - WoRMS : 426496